# Giorgia Gueglio
Giorgia Gueglio (* 1974 Janov, Itálie) je italská zpěvačka a skladatelka, členka heavymetalové skupiny Mastercastle.

V létě roku 2008 se zúčastnila konkurzu na zpěváka Mastercastle a byla přijata. První album, které u Mastercastle natočila v roce 2009, nese název The Phoenix.

## Diskografie
| Datum vydání | skupina      | Název       | Známka     |
| 2009         | Mastercastle | The Phoenix | Lion Music |
| 2010         | Mastercastle | Last Desire | Lion Music |